# Bilgola, New South Wales
Bilgola este o suburbie în Sydney, Australia.